# Лусінда Вітті
Люсінда Вітті  (англ. Lucinda Whitty, 9 листопада 1989) — австралійська яхтсменка, олімпійка.

## Виступи на Олімпіадах
| Олімпіада   | Дисципліна  | Місце |
| ----------- | ----------- | ----- |
| Лондон 2012 | Елліотт 6 м | 2     |